# كوريكيو تاكاهاشي
كوريكيو تاكاهاشي (باليابانية: 高橋是清 تاكاهاشي كوريكيو) (27 يوليو 1854 - 26 فبراير 1936) كان سياسي ياباني شغل منصب رئيس الوزراء الياباني العشرون بين 13 نوفمبر 1921 إلى 12 يونيو 1922، كان خبير في مواضيع السياسة المالية.

## روابط خارجية
- كوريكيو تاكاهاشي على موقع الموسوعة البريطانية (الإنجليزية)